# O-toluilsav
Az o-toluilsav, más néven 2-metilbenzoesav aromás karbonsav, képlete (CH3)C6H4(COOH). Két másik izomerje a p-toluilsav és az m-toluilsav. Tisztítás és átkristályosítás után az o-toluilsav tűs kristályokat alkot. Elsőként a nemesgázok felfedezője és az 1904-es kémiai Nobel-díjas Sir William Ramsay figyelte meg.

## Fordítás
Ez a szócikk részben vagy egészben  az   O-Toluic acid című angol Wikipédia-szócikk ezen változatának fordításán alapul.  Az eredeti cikk szerkesztőit annak laptörténete sorolja fel. Ez a jelzés csupán a megfogalmazás eredetét és a szerzői jogokat jelzi, nem szolgál a cikkben szereplő információk forrásmegjelöléseként.